# Niobium(V)chloride
Niobium(V)chloride is een anorganische verbinding van niobium en chloor, met als brutoformule NbCl5. De stof komt voor als gele kristallen, die oplosbaar zijn in water. Het is een veelgebruikte precursor bij de synthese van andere niobiumverbindingen.

## Synthese
Niobium(V)chloride kan rechtstreeks uit de samenstellende elementen, niobium en dichloor, bereid worden. De reactie gaat door bij een temperatuur van 300 tot 350 °C.
{\displaystyle \mathrm {2\ Nb\ +\ 5\ Cl_{2}\longrightarrow \ 2\ NbCl_{5}} }

## Structuur en eigenschappen
Niobium(V)chloride komt in werkelijkheid voor als het dimeer Nb2Cl10. Elk niobiumatoom is gebonden aan 6 chlooratomen, waarbij 2 chlooratomen een brug vormen tussen de niobiumatomen. De octaëdrische structuur wordt voorspeld door de VSEPR-theorie, maar de axiale chlooratomen worden door elektronendistortie merkbaar afgebogen (de bindingshoek bedraagt 83,7°). De equatoriale Nb-Cl-bindingslengte bedraagt 225 pm, de axiale lengte bedraagt 229,2 pm. De Nb-Cl-bindingslengte van de brugatomen bedraagt 256 pm, significant langer. De Nb–Cl–Nb-bindingshoek aan de bruggen bedraagt 101,3°.

## Toepassingen
Niobium(V)chloride is een reagens in de organische chemie dat gebruikt wordt als lewiszuur voor de activatie van alkenen bij de een-reactie en de diels-alderreactie. Een voorbeeld is de Alder-een-reactie met niobium(V)chloride van 3,7-dimethyloct-6-enal tot 5-methyl-2-(prop-1-en-2-yl)cyclohexanol: